# ドン・ガルシ・ド・ナヴァール

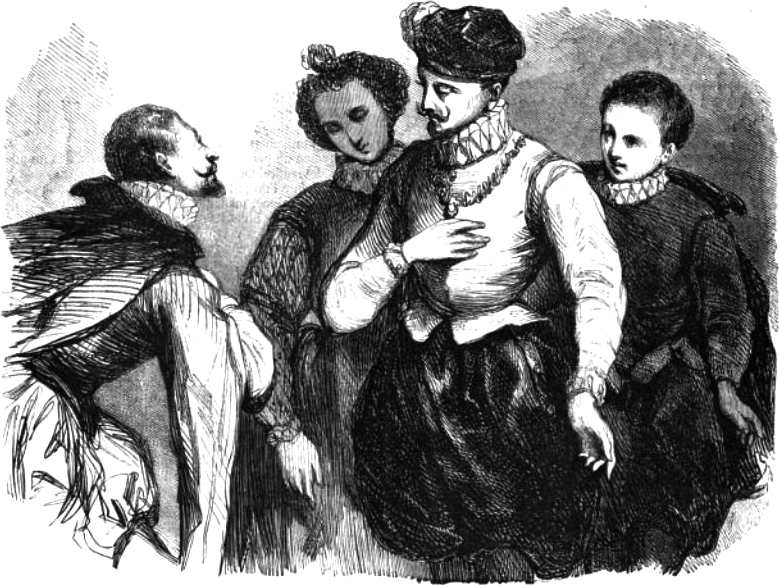

『ドン・ガルシ・ド・ナヴァール またの名を嫉妬深い王子』（仏語原題：Dom Garcie de Navarre ou le Prince jaloux ）は、モリエールの戯曲。1661年発表。同年2月4日初演。

## 登場人物
- ドン・ガルシー…ナヴァールの王子。エルヴィールの恋人。
- エルヴィール…レオン王国の王女
- エリーゼ…エルヴィールの侍女
- ドン・アルフォンス…レオンの王子。自分はカスティーリャ王国の王子だと思っており、ドン・シルヴと名乗っている
- イニェス…伯爵夫人。ドン・シルヴの恋人。マウレガートの寵愛を受けてレオン王国にいる。
- ドン・アルヴァロ…ドン・ガルシーの親友。エリーゼの恋人。
- ドン・ロープ…同上
- ドン・ペドロ…イニェスの執事

## あらすじ
ドン・ガルシーとドン・シルヴは恋敵であり、エルヴィールを巡って争っていた。彼女は2人から愛されていることに悩み苦しんだ末、ドン・ガルシーを選んだ。だが、ドン・ガルシーは何かにつけて嫉妬心をむき出しにするので、エルヴィールはその度に、弁明と潔白である証拠を彼に突き付けて納得させるなど、彼の嫉妬に手を焼くのであった。ところが、そうこうしているうちに、恋敵であったドン・シルヴはエルヴィールの実の兄であったことが判明する。恋を叶えることに成功したドン・ガルシーであった。

## 成立過程
1660年にパレ・ロワイヤルの使用権を獲得してから、初めて同所で公開された作品である。モリエールは本作を数年来の構想の末に完成させたようで、上演の前年である1660年に、すでに本作の印刷特許権を得ていることなどから、上演に向けて周到に準備をしていようである。
しかし観客の評判は大変悪く大失敗に終わったため、パレ・ロワイヤルでは早々に上演を打ち切った。しかし、宮廷においては1663年まで折に触れて上演しており、1662年には本作を出版しようとするなど、彼自身は本作に大変な愛着を持っていたようである。
本作の第4、5幕のセリフが、「人間嫌い」の第4幕にほとんど変更を加えずに転用されている。

## 日本語訳
- 『ドン・ガルスィ・ド・ナヴァル －或る嫉妬深い王子－』恒川義夫訳、（モリエール全集 第三卷 所収）、中央公論社、1934年
- 『ドン・ガルシ・ド・ナヴァール あるいは嫉妬深い王子』秋山伸子訳、（モリエール全集 2 所収）、臨川書店、2000年